# Krzyż Hanzeatycki
Krzyż Hanzeatycki (niem. Hanseatenkreuz) – odznaczenie wojenne ustanowione w 1915 roku przez trzy hanzeatyckie, wolne miasta Hamburg, Bremę i Lubekę za zasługi podczas I wojny światowej.

## Opis odznaki
Odznaką Krzyża Hanzeatyckiego był miedziany, posrebrzany krzyż kawalerski. Awers krzyża pokryty był czerwoną emalią. W medalionie umieszczone było godło miasta nadającego odznaczenie. Na srebrnym rewersie wygrawerowana była inskrypcja: Für Verdienst im Kriege 1914 (Za Zasługi w Wojnie 1914).
Krzyż Hanzeatycki Bremeński noszono na białej wstążce z czterema czerwonymi paskami, Krzyż Hanzeatycki Hamburski na białej wstążce z dwoma czerwonymi paskami, a Krzyż Hanzeatycki Lubecki na wstążce składającej się z dwóch pionowych pasów białego i czerwonego.

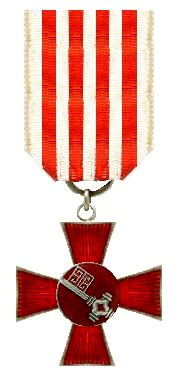
Krzyż Hanzeatycki Bremeński
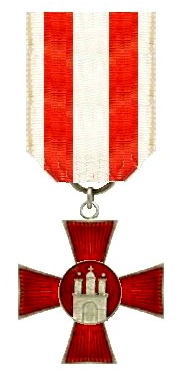
Krzyż Hanzeatycki Hamburski
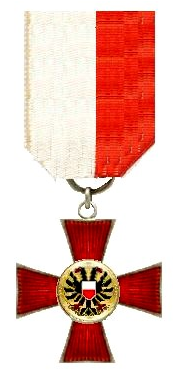
Krzyż Hanzeatycki Lubecki

## Odznaczeni
Krzyżem zostali odznaczeni członkowie:
- 75 Bremeńskiego Pułku Piechoty (1 Hanzeatyckiego),
- 76 Hamburskiego Pułku Piechoty (2 Hanzeatyckiego),
- 162 Lubeckiego Pułku Piechoty (3 Hanzeatyckiego),
- załogi SMS Hamburg,
- załogi SMS Bremen,
- załogi SMS „Lübeck”(inne języki).

Krzyżami zostali odznaczeni również inni bardzo zasłużeni wojskowi m.in.: Manfred von Richthofen odznaczony wszystkimi trzema odznaczeniami.
Postanowieniem Senatu Bremy sztandar 75 Bremeńskiego Pułku Piechoty został udekorowany odznaczeniem. Był to jedyny przypadek odznaczenia jednostki wojskowej.

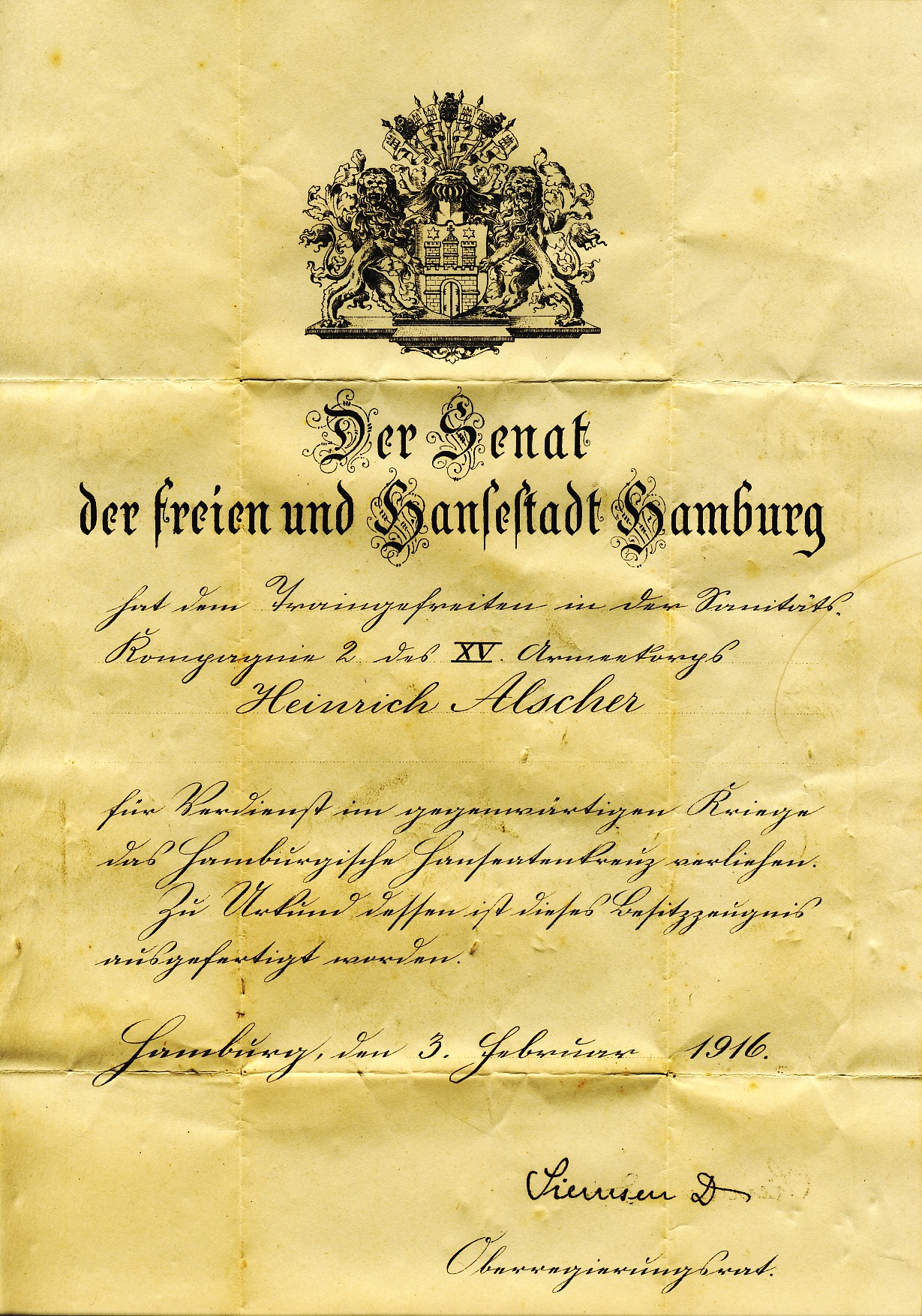
Certyfikat nadania krzyża przez Senat Hamburga
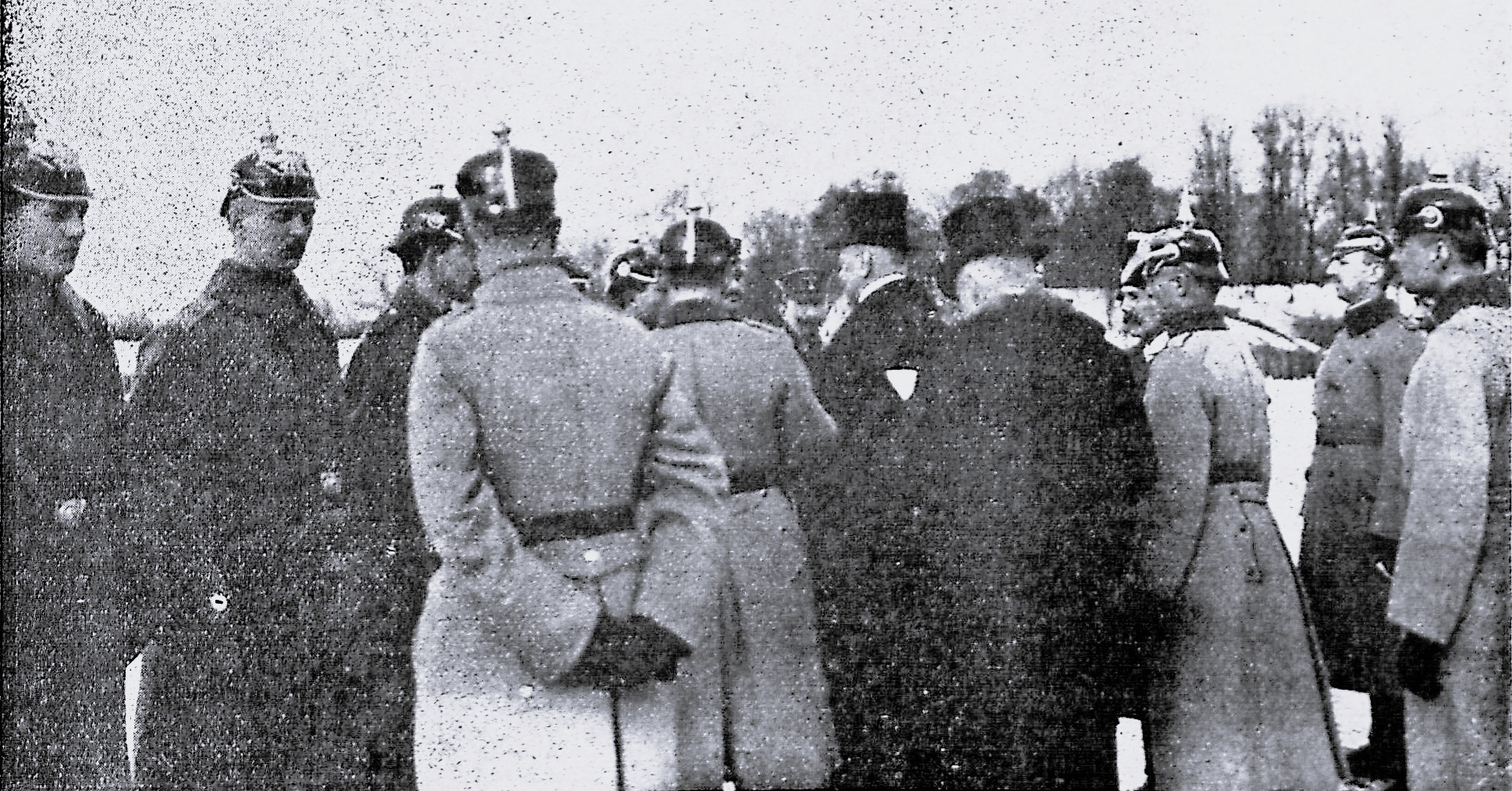
Uroczystość wręczania krzyży przez burmistrza Lubeki